# Zhovo
zhovo es el nombre de una página web que desarrolla aplicaciones web para las empresas, así como páginas web, ERP. Las aplicaciones de ERP se distribuyen como software como servicio (SaaS). Zhovo forma parte de la empresa Sistemas Interactivos Empresariales con sede en la Ciudad de México.

## Generalidades
Cada una de las aplicaciones de zhovo:
- Se ejecutan en cualquier navegador.
- Están dirigidas a cualquier tipo de usuario.
- Manejan interfaces WYSIWYG limpias, claras y fáciles de usar, así como interfaces de archivo SWF.

## Clasificación
zhovo clasifica sus productos en 4 grupos: "Aplicaciones Administrativas", "Páginas Web", "Desarrollo de software", "Videos Publicitarios".

### Aplicaciones Administrativas
- ERP para PYMES
- ERP para empresas medianas (más de mil empleados)
- ERP a la medida de la empresa

### Páginas Web
- cuenta con varias plantillas de páginas web, estas se adaptan a las necesidades de las personas o Empresas.
- funcionan para dispositivos Móviles.
- Cumplen con los estándares de google.com

### Desarrollo de software
- Desarrollan software para las empresas, con programación:
- java, javascript, php, jquery, c++, visual basic

### Videos Publicitarios
- Videos para publicar en YouTube
- videos virales